# Кондратенко Федір Степанович
Федір Степанович Кондратенко (нар. 6 (18) лютого 1900 — пом. 9 червня 1970) — український радянський футболіст та футбольний тренер.

## Біографія
Виступав за миколаївські футбольні команди НСК, «Профінтерн» та «Желдор» на позиції правого напів-середнього. Виступав за збірну УРСР.
З 1928 по 1932 рік грав за «Андре Марті» (Миколаїв), а завершив ігрову кар'єру 1933 року в клубі «Динамо» (Ростов-на-Дону)
У 1938 році очолив «Динамо» (Миколаїв). З Кондратенко в 1938 році миколаївці завоювали бронзу чемпіонату УРСР. Ці бронзові медалі досі є найвищим досягненням клубу в розіграшах аматорських турнірів.
Після закінчення радянсько-німецької війни повернувся до роботи тренером. Спочатку він був асистентом цієї команди, що тепер носила назву «Суднобудівник», а в 1948 році, після 6-го туру, замінив Олександра Сердюка на чолі команди.